# Honda HA-420 HondaJet
L'Honda HA-420 HondaJet és un avió de negocis lleuger dissenyat i produït per Honda Aircraft Company. L'empresa és subsidiària del conglomerat japonès Honda però té la seu a Greensboro, situat a l'estat estatunidenc de Carolina del Nord.

## Desenvolupament
Honda va començar a investigar avions executius lleugers a finals de la dècada de 1980. El resultat va ser el disseny experimental Honda MH02, que va ser el primer avió executiu lleuger fabricat majoritàriament amb material compòsit en volar.
Michimasa Fujino, dissenyador i fundador de HondaJet, va realitzar l'esbós inical del Honda HA-420 l'any 1997. El 1999 el disseny havia evolucionat i es va comprovar la viabilitat al túnel de vent de Boeing.
L'octubre de 2020 Honda va obrir un centre de recerca a l'aeroport internacional de Piedmont Triad, prop de Greensboro, per seguir desenvolupant el projecte. El 3 de desembre de 2003 el prototip inicial de l'HondaJet es va envolar per primer cop. Tot i això els directius de la companyia no tenien clar si començar la producció i comercialització del model.
El cap del projecte Michimasa Fujino va decidir mostrar públicament el prototip a la fira AirVenture d'Oshkosh del 2005 per copsar l'interès del mercat. La resposta va ser postivia, creant un gran interès, i el 2006 Honda anunciava el llançament al mercat de l'HA-420 HondaJet. Honda estimava que les entregues començarien el 2010, tot i això el primer prototip de la versió de producció no va volar fins al 20 de desembre del 2010. El primer avió de sèrie va volar el 27 de juny de 2014 i, després d'anys de retard en la certificació del model, les entregues van començar el 2015.
S'estima que la inversió d'Honda en el desenvolupament, producció i comercialització del programa HondaJet H-420 ha estat d'entre 1.500 i 2.000 milions de dòlars.

## Entregues
| Any       | 2015 | 2016 | 2017 | 2018 | 2019 | 2020 | 2021 | Total |
| --------- | ---- | ---- | ---- | ---- | ---- | ---- | ---- | ----- |
| Entregues | 2    | 23   | 43   | 37   | 36   | 31   | 37   | 209   |

## Especificacions
| Variant              | Variant                    | HondaJet                                       | HondaJet Elite                                 |
| -------------------- | -------------------------- | ---------------------------------------------- | ---------------------------------------------- |
| Dimensions externes  | Longitud                   | 12,99 m (42,62 ft)                             | 12,99 m (42,62 ft)                             |
| Dimensions externes  | Envergadura                | 12,12 m (39,76 ft)                             | 12,12 m (39,76 ft)                             |
| Dimensions externes  | Altura                     | 4,54 m (14,90 ft)                              | 4,54 m (14,90 ft)                              |
| Dimensions interiors | Longitud                   | 5,43 m (17,80 ft)                              | 5,43 m (17,80 ft)                              |
| Dimensions interiors | Amplada                    | 1,52 m (5,00 ft)                               | 1,52 m (5,00 ft)                               |
| Dimensions interiors | Altura                     | 1,47 m (4,83 ft)                               | 1,47 m (4,83 ft)                               |
| Peso                 | MTOW                       | 4.808 kg (10.600 lb)                           | 4.853 kg (10.700 lb)                           |
| Rendiment            | Velocitat màxima de creuer | 782 km/h (422 KTAS)                            | 782 km/h (422 KTAS)                            |
| Rendiment            | Altitud màxima de creuer   | 13.106 m (43.000 ft)                           | 13.106 m (43.000 ft)                           |
| Rendiment            | Abast                      | 2.265 km (1.223 nm)                            | 2.661 km (1.437 nm)                            |
| Rendiment            | Règim d'ascens             | 1.216 m/min (3.990 ft/min)                     | 1.250 m/min (4.100 ft/min)                     |
| Planta de propulsió  | Fabricant/Model            | GE Honda Aero Engines / HF120                  | GE Honda Aero Engines / HF120                  |
| Planta de propulsió  | Empenyiment                | 9.119 N (2.050 lbf) x 2                        | 9.119 N (2.050 lbf) x 2                        |
| Configuració         | Configuració               | 1 Pilot + 6 Passatgers 2 Pilots + 5 Passatgers | 1 Pilot + 6 Passatgers 2 Pilots + 5 Passatgers |

1. ↑  Altitud 9.144 m (30.000 ft)、ISA
2. ↑  Velocitat real en nusos
3. ↑  NBAA IFR Abast amb 4 ocupants